# Тёмносинийпочтичёрный
«Тёмносинийпочтичёрный» (исп. Azuloscurocasinegro) — испанский фильм 2006 года кинорежиссёра Даниеля Санчеса Аревало. Это его первый полнометражный фильм. Сценарий написан им на основе более раннего короткометражного фильма «Física II» 2004 года.

## Сюжет
Хорхе — молодой человек, вынужденный ухаживать за своим отцом, перенёсшим инсульт и почти неспособным позаботиться о себе. Уже семь лет он усердно исполняет эти нелёгкие обязанности, а параллельно работает швейцаром и учится, чтобы получить степень бакалавра.
Когда из-за границы возвращается Наталья, его детская любовь, парню приходится искать работу получше, однако, никто не хочет нанимать бывшего швейцара.
Антонио, его старший брат, отбывает срок в тюрьме, который, впрочем, должен скоро закончиться. В тюрьме Антонио знакомится с Паулой, красивой молодой женщиной, осуждённой за наркотики. Паула пытается найти бойфренда и забеременеть, так как это сулит перевод в родильное отделение тюрьмы и избавление от агрессии других заключённых. Антонио любит Паулу и строит большие планы на их совместное будущее. Впрочем, он не способен помочь Пауле, так как стерилен.
Выйдя из тюрьмы, Антонио уговаривает брата ходить на свидания с Паулой, чтобы сделать ей ребёнка. Тем временем выясняется, что лучший друг Хорхе Израиль тайно фотографирует за работой эротического массажиста, живущего напротив и обслуживающего мужчин. С ужасом он замечает своего отца среди его клиентов и пытается его анонимно шантажировать. Чтобы «спасти» отца, он сам посещает массажиста, но после этого начинает сомневаться уже в собственной сексуальности.
Отношения Хорхе с Натальей осложняются, особенно после того, как она пытается найти ему более подходящую работу, однако, его опять не хотят принимать. Кроме того, Антонио узнает, что отец скрывал крупную сумму денег на своём счету от обоих сыновей.
Хорхе регулярно навещает Паулу в тюрьме и постепенно проникается тёплыми чувствами к девушке, её самостоятельной и независимой натуре. От неё он уже научился не потакать требованиям окружающего мира, а следовать собственным порывам. Выясняется, что девушка забеременела, и Хорхе чувствует ответственность за неё и судьбу ребёнка. В конфликте с братом, который хотел чтобы Хорхе исполнял лишь роль донора, а не мужа девушки, Хорхе удается отстоять своё право на отношения с ней. А у Антонио так и не получается уговорить отца разделить с ним часть его состояния.
Тем временем Израиль противостоит отцу, пытаясь разоблачить его перед женой. Но она давно знает о этом увлечении и не осуждает его.
У Хорхе и Паулы рождается маленькая дочь. Он переезжает из здания, где жил и работал в течение многих лет, найдя новую работу в качестве швейцара в жилом комплексе. Хорхе уже давно мечтает о тёмно-синем костюме, выставленном в витрине роскошного магазина, и наконец, решается добыть свою мечту. Он берет автомобиль Израиля, врезается в витрину и забирает костюм. Теперь его жизнь наполняется гармонией — новая работа, девушка и реализованная мечта.

## В ролях
| Актёр               | Роль          |
| ------------------- | ------------- |
| Ким Гутьеррес       | Хорхе         |
| Марта Этура         | Паула         |
| Антонио де ла Торре | Антонио       |
| Эктор Коломе        | Андрес (отец) |
| Рауль Аревало       | Исраиль       |
| Ева Паларес         | Наталья       |
| Мануэль Морон       | Фернандо      |
| Ана Вагенер         | Анна          |

## Награды
- 3 премии «Гойя»: Лучший режиссёрский дебют, лучший актёр второго плана (Антонио де ла Торре), лучший актёрский дебют (Куим Гутьер).
- Венецианский кинофестиваль: премия Label Europa Cinemas, премия UAAR.
- Таллинский фестиваль «Чёрные ночи»: гран-при Евразии.

## DVD-релиз
Фильм был выпущен на DVD в США 8 января 2008 в США на испанском языке с английскими субтитрами. Дополнительно на диск включены интервью с режиссёром и ведущими актёрами.